# Эксли, Шек
Шек Эксли (англ. Sheck Exley) (1 апреля 1949 — 6 апреля 1994) — спелеодайвер, один из пионеров подводных погружений в пещерах, автор ряда рекордов и изобретений в дайвинге. Известен как автор книги «Основы безопасного плавания с аквалангом в пещерах. Азбука выживания.», опубликованной в 1979 году, в которой Эксли сформулировал основные правила безопасности при погружениях в пещерах, в том числе, т. н. «правило 1/3».

## Биография
Шек Эксли начал заниматься спелеодайвингом в 16 лет в 1965 году. В 23 года у него за плечами было 1000 погружений в пещерах. К 29 годам число погружений перевалило за 4000. Он стал одним из немногих, кто выжил после погружения на глубину 122 м на сжатом воздухе. Под руководством Шека Эксли была сделана топосъёмка длиннейшей на тот момент подводной пещеры Cathedral Falmouth, протяжённостью более 10 км. Также ему принадлежал рекорд по проныриванию длиннейшего (на тот момент) сифона длиной 3300 м. В 1979 году Эксли издал книгу, в которой впервые чётко сформулировал правила, обеспечивающие безопасность в сложных погружениях. Книга впоследствии много раз переиздавалась и до сих пор имеет большую популярность.
Днём 6 апреля 1994 года Шек Эксли совместно с Джимом Боуденом решили совершить погружение на дно затопленного водой карстового колодца (т. н. сенот) Закатон, в Мексике. Измерения лотом весной 1993 года показали, что глубина колодца 329 м, и это самая глубокая подводная пещера в мире. Погружению предшествовала долгая подготовка: тренировки в Закатоне и тщательный подбор дыхательных смесей для экспедиции в пещере громадной глубины. Двое дайверов спускались одновременно вдоль отдельных ходовых концов. Боуден, обнаружив повышенный расход смеси, начал подъём с глубины 276 м. Шек Эксли погиб по невыясненной причине. Его тело удалось поднять на следующий день, только потому что он несколько раз намотал верёвку на обе руки. Компьютер показал максимальную глубину 270 м.